# Broken Sword 2.5: The Return of the Templars
Broken Sword 2.5: The Return of the Templars er et computerspil udviklet af tyske mindFactory, og udgivet til fri distribution i september 2008. Spillet er ikke en officiel titel i serien, og udelukkende skabt af fans, for fans, til at fylde hullet ud mellem Broken Sword II: The Smoking Mirror og Broken Sword: The Sleeping Dragon. Spillet har været under udvikling i 8 år, og blev så færdig udviklet i 2008.

## Handling
George Stobbart vender tilbage til Paris for at besøge sin kæreste Nico Collard. Det viser sig at Nico har rodet sig ud i nogle problemer, som George så må rode hende ud af igen.